# Григорий (Петренко)
Архиепи́скоп Григо́рий (порт. Arcebispo Gregorio, в миру Гео́ргий Авксе́нтьевич Петре́нко; род. 5 мая 1946, лагерь Фишбек, Германия) — архиерей Русской Православной Церкви Заграницей (под омофором митрополита Агафангела), архиепископ Сан-Паульский и Южно-Американский (с 2009 года).

## Биография
Родители будущего епископа Григория были эмигрантами Второй волны: отец родом из Тирасполя, мать — из Харькова. Во время Второй Мировой Войны они были угнаны в Германию, где и познакомились в лагере для перемещённых лиц, где в 1946 году у них родился сын Георгий. В 1949 году семья эмигрировала в Бразилию, влившись в русскую белоэмигрантскую диаспору.
В 1971 году Георгий окончил Свято-Троицкую духовную семинарию в Джорданвилле.
19 сентября 1971 года в Свято-Троицком монастыре в Джорданвиле венчался с Валентиной Ивановной Константиновой.
В феврале 1972 года хиротонисан во пресвитера и много лет был настоятелем Свято-Троицкой церкви в районе Вилла-Алпина города Сан-Паулу. Проживал в том же районе. Вёл пастырскую деятельность среди молодёжи.
Был членом III Всезарубежного Собора РПЦЗ, проходившего в сентябре 1974 года в Свято-Троицком монастыре в Джорданвилле; член Комиссии о внутреннем положении приходов и епархий и о пополнении клира и Школьной комиссии.
Окормлял в связи с отсутствием там священника также Покровскую церковь в городе Гояния, Покровскую церковь в городе Вилла-Зелина и церковь преподобного Серафима Саровского в городе Карапикуиба (Бразилия). Возведён в сан протоиерея.
После смерти епископа Никандра (Падерина) в 1987 году служил администратором и секретарём епархиального совета Бразильской епархии РПЦЗ. Пользовался уважением среди прихожан
В мае 2006 года — делегат IV Всезарубежного собора РПЦЗ как член III Всезарубежного собора и как администратор Бразильской епархии.
Будучи непримиримым противником Московского патриархата, не принял «Акт о каноническом общении», который он воспринял как «позорнейшее предательство Зарубежной Церкви», прекратил поминовение митрополита Лавра, перейдя под омофор епископа Агафангела (Пашковского), отказавшегося принимать «Акт о каноническом общении». За протоиереем Георгием последовали все приходы РПЦЗ в Бразилии.
Принял участие в Собрании представителей приходов РПЦЗ, не подчинившихся «Акту о каноническом общении», прошедшем 10 июля 2007 года в Астории (США), на котором было решено учредить Временное высшее церковное управление РПЦЗ с целью подготовки и организации «V Всезарубежного собора». На первом же заседании ВВЦУ протоиерей Григорий был избран временным администратором Южно-Американской епархии. На тот момент он был настоятелем Свято-Троицкого храма в Вилла-Альпина, Покровской церкви в Вила Зелина, церкви преподобного Серафима Саровского в Карапикуиба и Покровского храм в городе Педрейра в районе Сан-Паулу (Бразилия).
Решением прошедшего 6—7 декабря 2007 года ВВЦУ РПЦЗ был награждён правом ношения митры.
10 февраля 2008 года встречался с прибывшим в Южную Америку митрополитом Иларионом (Капралом), который не смог его убедить перейти в РПЦЗ (МП).
C 18 по 20 ноября 2008 года, как делегат от Южно-Американской епархии и как член III и IV Всезарубежных соборов, принял участие в V Всезарубежном соборе РПЦЗ (А), прошедшем в городе Велли-Коттедж в штате Нью-Йорк (США). 19 ноября решением собора был введен в состав созданного тогда же Высшего Церковного Совета при Архиерейском Синоде РПЦЗ (А), как член расформированного ВВЦУ РПЦЗ в пресвитерском достоинстве.
14 марта 2009 года овдовел.
20 мая 2009 года в Воронеже на совместном собрании российских преосвященных, членов высшего церковного совета и духовенства Центрально-российского административного округа РПЦЗ (А) епископ Агафангел (Пашковский) предложил протоиерея Георгия Петренко хиротонисать во епископы на Бразильскую кафедру. Однако сам протоиерей Георгий Петренко просил отложить решение этого вопроса, тем не менее, он был избран епископом.
3 августа 2009 года Агафангелом (Пашковским) в Свято-Николаевском соборе в Сан-Паулу был пострижен в монашество с именем Григорий в честь святителя Григория Паламы.
Вечером 7 августа того же года в Свято-Троицком храме на Вила-Альпина, по окончании Всенощного бдения, состоялось наречение иеромонаха Григория (Петренко) во епископа Сан-Паулского и Южно-Американского.
8 августа там же хиротонисан во епископа Сан-Паулского и Южно-Американского. Хиротонию совершили: митрополит Агафангел (Пашковский), архиепископ Софроний (Мусиенко) и епископ Мефонский Амвросий (Бэрд).
28 октября 2009 года решением Архиерейского Синода РПЦЗ (А) назначен правящим архиереем на территории всей Южной Америки с титулом Сан-Паулский и Бразильский.
14 июня 2010 года указом управляющего Южно-Американской епархией РПЦЗ (МП) епископа Каракасского и Южно-Американского Иоанна (Берзиня) был запрещён в священнослужении в числе 10 клириков, по мнению епископа Иоанна «ушедших в раскол». В ответ на это заявление епископ Григорий распространил Окружное послание, в котором разъяснил: «Тем нашим прихожанам и чадам РПЗЦ, которые смущаются этими лукавыми заявлениями, хотим напомнить, что после вступление в состав Московской Патриархии, архиереи составляющии новый Синод [РПЦЗ(МП)], потеряли право по собственому выбору обращаться к нам с указами, и поэтому они для нас уже не действительны. Никакие прещения со стороны МП, начиная с 1927 года, Зарубежная Церковь никогда не считала для себя действительными, ибо не признавала ни Московскую Патриархию, ни ея начальства. Тем более, что теперь эти прещения накладываются теми, кто сознательно попрали соборность в Церкви и отошли от всех ранее бывших соборных постановлений и уложений РПЦЗ относительно МП, и фактически являются ея частью».
12 февраля 2012 года в подчинённых епископу Григорию приходах в Сан-Паулу прошли торжества по случаю сорокалетия его священнической хиротонии.
18 октября 2023 года постановлением Архиерейского собора РПЦЗ (А), состоявшегося в Белграде, был возведён в сан архиепископа.

## Публикации
- Последние дни и кончина преосвященного епископа Никандра // «Православная Русь». — 1988. — № 1 (1358). — С. 7.
- Протоиерей о. Георгий Петренко рассказывает о церковной жизни в Бразилии // «Православная Русь». — 1994. — № 9 (1510). — С. 7-8.
- «Всем верным чадам Русской Православной Церкви Заграницей Южно-Американской епархии не принявших Акт о соединении с Московской Патриархией», 8/21 ноября 2010 г.
- «Нас почитают умершими, но вот мы живы» // Наша Страна, 3085-3086 от 18 сентября 2018. — С. 1.